# Tuchowicz
Tuchowicz – wieś (dawniej miasto) w Polsce, położona w województwie lubelskim, w powiecie łukowskim, w gminie Stanin.
| SIMC    | Nazwa     | Rodzaj    |
| ------- | --------- | --------- |
| 0689770 | Próchnica | część wsi |
| 0689786 | Tuchowicz | kolonia   |

Tuchowicz uzyskało lokację miejską w 1430 roku, zdegradowane w 1821 roku. Prywatne miasto szlacheckie położone było w drugiej połowie XVI wieku w ziemi łukowskiej województwa lubelskiego. 
Do 1954 roku istniała gmina Tuchowicz. W latach 1975–1998 miejscowość administracyjnie należała do województwa siedleckiego.
Wieś stanowi sołectwo w gminie Stanin. Według Narodowego Spisu Powszechnego z roku 2011 wieś liczyła 465 mieszkańców.
Miejscowość jest siedzibą rzymskokatolickiej parafii św. Marii Magdaleny.

## Położenie
Tuchowicz znajduje się na szlaku łączącym Łuków z Żelechowem; 12 km od Łukowa, 42 km od Siedlec i 115 km od Warszawy. Leży w zach. części Równiny Łukowskiej, nad rzeczką Bystrzycą i małym ciekiem, jej prawym dopływem, którego dolinka otacza miejscowość od strony zachodniej i południowej. Zabudowa mieszkalna i gospodarcza zajmuje obszar 19 ha. Sąsiaduje ze wsiami: Józefów, Stanin (siedziba gminy), Anonin i Celiny. Większość rodzin utrzymuje się z rolnictwa. Miejscowość posiada zespół szkół (szkołę podstawową i gimnazjum), przedszkole, bibliotekę publiczną oraz urząd pocztowy.

## Nazwa
Najstarsze zapisy o Tuchowiczu pochodzą z roku 1350–1351, wówczas zapisano go jako Tanczcovicz, następne w latach 1354–1355 jako Tuczcovicz, i kolejno: Thuchowicz (1430), Thuchowyecz (1470) i Tuchovidz (1540). Na podstawie tychże zapisów trudno dokładnie ustalić pochodzenie nazwy. Miejscowe tradycyjne tłumaczenia wyprowadzające nazwę np. ze zbitki słów „Tu-chów-owiec”, są bez wątpienia nieprawdziwe. Według Czesława Kosyla pierwsze zapisy nazwy są zniekształcone, bo najprawdopodobniej brzmiała ona Tuchowic, co potwierdza zapis z 1544 roku: Tuchovidz. Onomastyka wyjaśnia, że Tuchowicz jest nazwą dzierżawczą od słowiańskiego imienia złożonego Tuchowit (rdzeń Tuch-, który występuje w pierwszym członie imienia, zachował się w wyrazie o-tuch-a) utworzoną za pomocą przyrostka -jь. Sufiks ten spowodował przejście twardego t w miękką dawniej spółgłoskę c.

## Integralne części wsi
| SIMC    | Nazwa     | Rodzaj    |
| ------- | --------- | --------- |
| 0689770 | Próchnica | część wsi |
| 0689786 | Tuchowicz | kolonia   |

## Historia
Tuchowicz powstał prawdopodobnie około XIII wieku. Pierwsza wzmianka o istniejącej już parafii w Tuchowiczu pochodzi z 1350–1351. Nie wiadomo, kto był pierwszym właścicielem grodu, którego ślady zachowały się do dziś w osadzie „Zameczek” koło Tuchowicza. W XIV wieku właścicielami byli Kanimirowie. Nazwisko to wydaje się pasować bardziej do imienia, ale skąpe źródła podają Kanimier, co w opracowaniach odczytano jako nazwisko. Ród Kanimirów herbu Abdank wymarł prawdopodobnie w XVI-XVII w. 
Dnia 26 czerwca 1430 r. król Władysław Jagiełło nadał wsi prawa miejskie magdeburskie. Ustanowił jednocześnie jarmarki na św. Magdalenę (22 lipca) i na św. Galla (16 października). Wydaje się, że miasteczko Tuchowicz zostało lokowane na ziemi należącej do „starego Tuchowicza”, ale znajdującej się w pewnej odległości od niego. Siedziba właściciela miasta pozostała na dawnym miejscu, o czym świadczyłyby fragmenty cegły oraz miejscowa legenda, według której „pan zamku (w Tuchowiczu) w niedzielę, wystrzałem armatnim zapraszał plebana z Tuchowiczu na obiad, po czym wysyłał powóz”. W miejsce drewnianego grodu najprawdopodobniej powstał z czasem murowany zamek, który został zniszczony w czasie najazdu szwedzkiego.
Prawdopodobnie pod koniec XVIII w. miasteczko Tuchowicz utraciło prawa miejskie. Z całą pewnością nie posiadało ich na początku XVIII w. W XIX w. majątek Tuchowicz znalazł się w posiadaniu oficera napoleońskiego Joachima Hempla. Rodzina Hemplów zarządzała nim do parcelacji po II wojnie światowej. Ostatni właściciel Aleksy Hempel przyczynił się do założenia w Tuchowiczu straży pożarnej, mleczarni oraz zbudowania drogi brukowanej łączącej Tuchowicz z drogą Łuków–Stoczek Łukowski. Od połowy XIX w. do 1975 r. Tuchowicz był siedzibą gminy wiejskiej. W okresie międzywojennym była to jedna z najbardziej aktywnych gmin powiatu łukowskiego. 
Od 1975 r. Tuchowicz jest wsią w gminie Stanin. Znajduje się w niej XIX-wieczny kościół pw. św. Marii Magdaleny, w stylu neoromańskim, fragment parku dworskiego, zaniedbany dwór Hemplów, dawny urząd gminy,  plebania, szkoła oraz zabudowania straży pożarnej. Niedawno został rozebrany dawny budynek banku spółdzielczego. W okolicach miejscowości znajduje się wspomniane grodzisko, gdzie prawdopodobnie pierwotnie zlokalizowany był Tuchowicz.